# Myjomice
Myjomice (deutsch älter Meumitze, 1939–1945 Michelsberg) ist eine Ortschaft mit einem Schulzenamt der Landgemeinde Kępno im Powiat Kępiński der Woiwodschaft Großpolen in Polen.

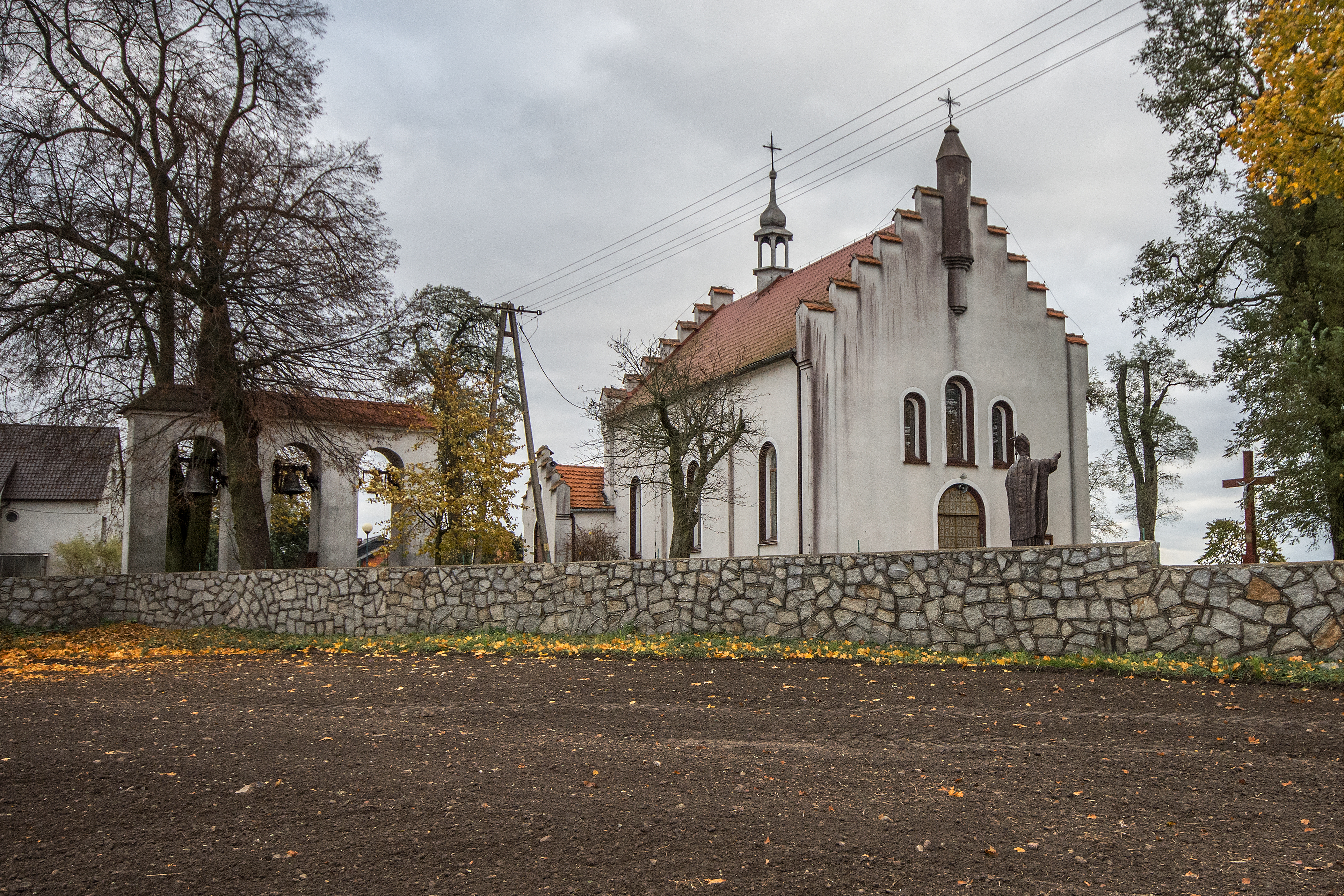
Ortskirche

## Geschichte
Anfänglich gehörte das Gebiet um Ostrzeszów und Kępno politisch zu Schlesien, wurde aber am wahrscheinlichsten um das Jahr 1146 zum Teil Großpolens. Aus dieser Zeit rührte die bis 1821 bestehende Zugehörigkeit zum Bistum Breslau.
Erstmals urkundlich erwähnt wurde Migemici im Jahr 1253, als das Dorf dem Breslauer St.-Vinzenz-Kloster den Zehnt zahlte.
1401 wurde das Gebiet von Ostrzeszów vom polnischen König dauerhaft an das Weluner Land angeschlossen. Ungefähr ab dem Jahr 1420 gehörte es der Woiwodschaft Sieradz.
Im Zuge der zweiten polnischen Teilung kam der Ort 1793 an Preußen. Nach dem Ende des Ersten Weltkriegs kam Myjomice zur polnischen Woiwodschaft Posen. Beim Überfall auf Polen 1939 wurde das Gebiet von den Deutschen besetzt und dem Landkreis Kempen im Reichsgau Wartheland zugeordnet.
Von 1975 bis 1998 gehörte Myjomice zur Woiwodschaft Kalisz.

## Sehenswürdigkeiten
- Ortskirche aus dem Jahr 1853
- Schloss aus dem 19. Jahrhundert